# Pielasa
Pielasa, Pielesa (biał. Пеляса, ros. Пелеса, lit. Pelesa) – wieś w rejonie werenowskim obwodu grodzieńskiego Białorusi. Wieś należy do sielsowietu bolciskiego. Jest jednym z najważniejszych ośrodków białoruskich Litwinów. 
W 1994 roku zarejestrowano miejscową wspólnotę Litwinów. 
23 września 2010 roku we wsi odsłonięto pomnik wielkiego księcia Witolda.

## Instytucje społeczne

### Parafia
W 1917 została erygowana we wsi parafia katolicka pw. św. Linusa. W 1935 roku wybudowano i poświęcono kościół pw. św. Linusa. Zamknięty w 1962 roku, oddany, odrestaurowany i na nowo poświęcony został w 1989 roku. W 1944 roku miejscowy litewski ksiądz ze strachu przed represjami odmówił pochowania na tamtejszym cmentarzu Polaków poległych w walce z NKWD pod Surkontami, natomiast poświęcił przeznaczone na pochówek miejsce obok dawnej mogiły powstańczej i wziął udział w pogrzebie. Za ten gest również był wzywany na przesłuchania.

### Szkoła
Istniała tu szkoła z litewskim jako językiem wykładowym. Była to jedna z dwóch litewskich szkół na Białorusi obok szkoły w Rymdziunach. Za jej finansowanie odpowiedzialny był rząd litewski. W ostatnim roku działalności (2021/2022) w szkole uczyło się 127 uczniów. Zatrudnionych było 23 nauczycieli, w tym 11 obywateli Litwy.
W kwietniu 2022 władze białoruskie poinformowały, że od 1 września tego roku nauka we wszystkich szkołach mniejszości narodowych, w tym w szkole w Rymdziunach, ma odbywać się w języku białoruskim lub rosyjskim. Język litewski pozostał jako jeden z przedmiotów. Przeciwko tej decyzji protestowało Ministerstwo Spraw Zagranicznych Litwy.